# Karel Frederik Wenckebach
Karel Frederik Wenckebach (La Haya, 24 de marzo de 1864 - 11 de noviembre de 1940) fue un cardiólogo y anatomista neerlandés.

## Biografía
Nacido en una familia de la burguesía holandesa, quedó huérfano de padre cuando tenía 10 años y se trasladó con su madre a Utrecht, donde en 1881 se matriculó en la universidad y alcanzó el Grado en Medicina en 1888. Sufrió de daltonismo. Se dedicó a la investigación de Embriología en primer lugar y luego en Fisiología, bajo la dirección de Wilhelm Engelmann Theodur, un pionero de la electrofisiología del corazón, de las alteraciones del ritmo estudiado en el músculo cardíaco de rana aislado.  
En 1892 abandonó las actividades de investigación experimental para dedicarse a la práctica en un hospital cardiológico en Heerlen. En 1898, simultáneamente con Arthur Cushny, pero con independencia de este último, fue el primero en observar que en seres humanos, una pausa de compensación después de un extrasístole ventricular, un fenómeno observado previamente sólo en animales de experimentación. 
En 1899 publicó el informe de un caso clínico: el ritmo cardiaco de una mujer de 40 años, se caracterizó por una larga pausa cada tres o seis latidos cardíacos. La pausa, sin embargo no tuvo el carácter de "pausa compensatoria" después de un extrasístole. Wenckebach consideró que el fenómeno corresponde a la descrita por Luigi Luciani en Leipzig en el corazón aislado de rana, y le llamó periodismo de Luciani: los intervalos entre los atrios y los ventrículos (segmento PR) iban aumentando constantemente, pero después de la pausa más larga se producía un salto en la contracción ventricular, el ciclo toma de nuevo un intervalo corto que se va acrecentando de manera progresiva. Wenckebach sugirió que la pausa se corresponde a un "salto" de una contracción ventricular, y que el aumento gradual de la brecha se debe a la alteración de la conducción entre los atrios y los ventrículos. Wenckebach también es recordado por la descripción del paquete nervioso medio del conjunto de los conductores del sistema de corazón que conduce al nodo atrioventricular. Este fue nombrado paquete de Wenckebach, y es una de las tres vías internodales, El fenómeno, en 1922  fue explicado  por Woldemar Mobitz, después de la introducción del electrocardiograma (desconocido en el momento de Luciani y Wenckebach), se llama periodismo de Wenckebach (o periodismo de Luciani-Wenckebach). Sus trabajos realizados le permitieron obtener una cátedra en la Universidad de Groningen (1901). Más tarde fue profesor en las universidades de Estrasburgo (1911-14) y Viena (1914-29). En 1903 publicó un libro sobre arritmias cardiacas dedicado a Engelmann, considerado un clásico de la literatura.

## Algunas publicaciones
- Arythmie als Ausdruck bestimmter Funktionsstörungen des Herzens (1903, Engelse vertaling: (1904)
- Die unregelmässige Herztätigkeit und ihre klinische Bedeutung (1914)
- Herz- und Kreislaufinsufficienz (1931)